# Calodipoena
Calodipoena là một chi nhện trong họ Mysmenidae.